# Josef Osterhuber
Josef Osterhuber (* 6. Oktober 1876 in Eurasburg bei Augsburg; † 11. März 1965 in München) war ein deutscher Journalist.

## Leben
Nach seinem Besuch des Benediktinergymnasiums St. Stephan in Augsburg, studierte Osterhuber in Dillingen und München Theologie. Ab 1901 wechselte er an die Staatswirtschaftliche Fakultät, um Journalist zu werden. Während seines Studiums, welches er 1903 beendete, wurde Osterhuber 1898 Mitglied der KDStV Aenania München im CV. Nach dem Studium und einem kurzen Volontariat bei der Donauzeitung in Passau kam Osterhuber 1903 zur Neuen Augsburger Zeitung. 1906 ging er nach München und wurde Chefredakteur des Bayerischen Kuriers. Nach dem Ersten Weltkrieg rückte er die Zeitung in die Nähe der neu gegründeten Bayerischen Volkspartei (BVP), als deren Vertreter er dem Stadtrat von Pasing angehörte.
Osterhuber zeigte sich als engagierter Gegner des aufkeimenden Nationalsozialismus. Bereits 1928 wurde er von Adolf Hitler letztlich erfolglos wegen Beleidigung verklagt. Nach der Machtergreifung der Nationalsozialisten wurde die Zeitung am 10. Juni 1933 beschlagnahmt. Zwölf Tage später wurden die Redaktionsräume durchsucht, Osterhubers 17-jähriger Sohn als Geisel entführt und Osterhuber selbst für kurze Zeit in Schutzhaft genommen. Schließlich setzte der bayerische Innenminister Adolf Wagner seine fristlose Entlassung durch und belegte ihn mit einem Berufsverbot.
Nach Ende der NS-Herrschaft wurde Osterhuber 1945 zum Geschäftsführer des Verbandes der Berufsjournalisten in Bayern gewählt und war von 1948 bis 1951 Presseleiter des Bayerischen Bauernverbandes.
Osterhuber war mit der aus Mering stammenden Anna Maria Beck verheiratet und hatte sieben Kinder.

## Ehrungen
- 1953: Verdienstkreuz (Steckkreuz) der Bundesrepublik Deutschland
- 1961: Bayerischer Verdienstorden
- 2006: Benennung eines Platzes im Münchener Stadtbezirk Pasing-Obermenzing